# Nagréongo
Nagréongo ist sowohl eine Gemeinde (französisch commune rurale) als auch ein dasselbe Gebiet umfassendes Departement im westafrikanischen Staat Burkina Faso in der Region Plateau Central und der Provinz Oubritenga. Die Gemeinde hatte im Jahr 2015 23.245 Einwohner.